# Dharani

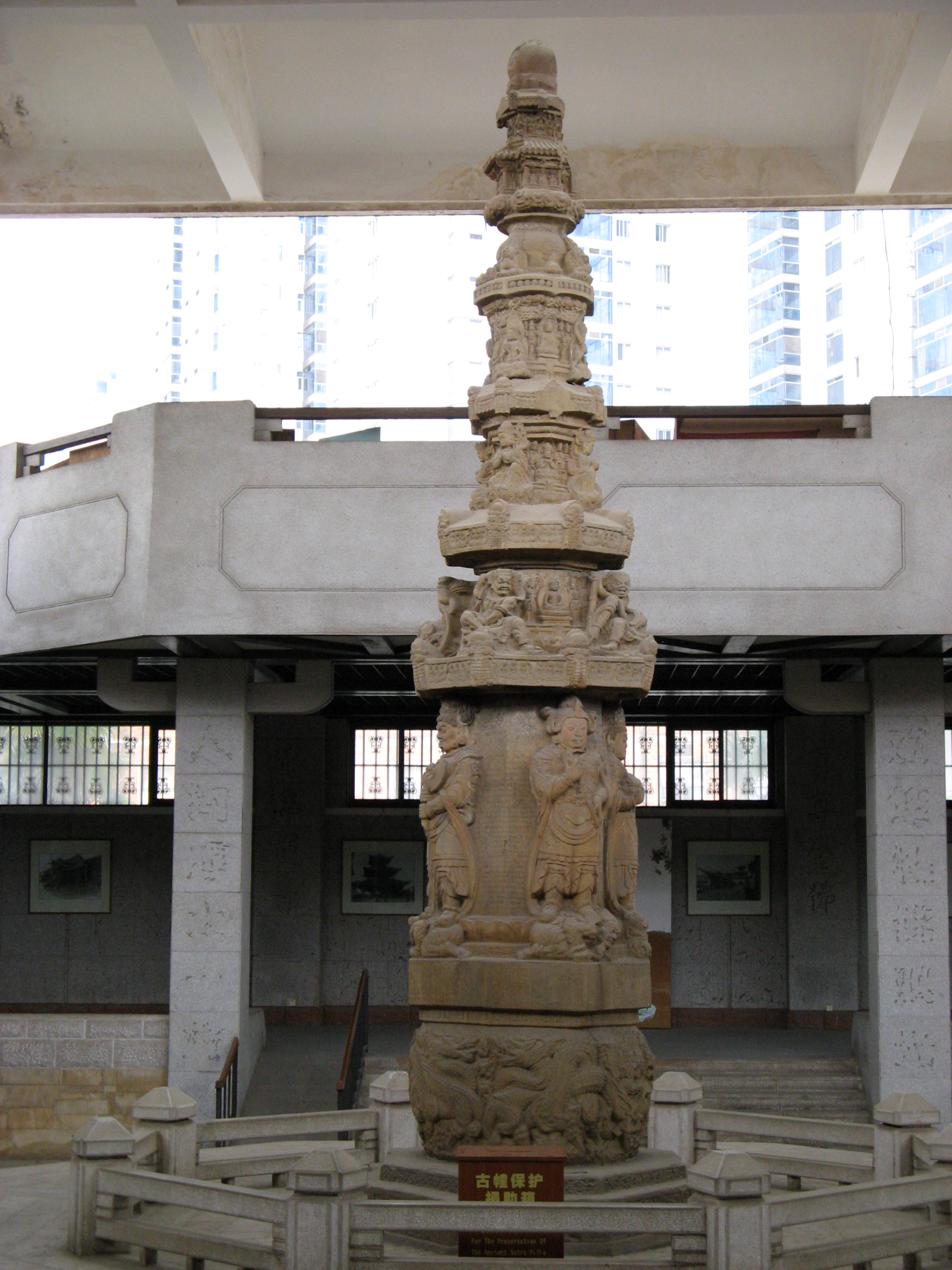
Dharanor inristades ofta på stora pelare som oftast fanns/finns utanför buddhistiska tempel

Dharani är en genre av litteratur inom buddhismen som liknar mantran. I den buddhistiska litteraturen sägs utövare "gå in" i en dharani snarare än att recitera. Deras syfte och funktion varierar stort. Vissa dharanor avser att utövaren ska återfödas i ett rent buddhafält såsom Sukhavati, medan andra används i syfte att nå upplysning, för att rena karma, samla merit, leva längre, bli rik, få makt, få skydd från interna eller externa hot, få sjukdomar att läka, och så vidare. I Tibet har de även används för att be inhemska gudar/övernaturliga varelser om tjänster, varelserna ifråga är bland annat de sju zombierna (Wylie: ro-langs), yetin (wylie: mi-rgod) och den svarta gudinnann.
Etymologiskt härstammar termen från sanskritroten "dhr" som betyder "att hålla" eller "att underhålla". Detta speglar uppfattningen om att dharanor ofta avser att sammanfatta en längre lära. De inkluderas ofta i längre sutror för att sammanfatta sutran, exempelvis.
Olika former av dharanor har funnits sedan mycket tidigt i buddhismens historia. Även om de idag förknippas med mahayana och vajrayana hade den tidiga indiska inriktningen dharmaguptaka en samling med dharanor.
Från och med det Tibetanska imperiets grundande och framåt har dharanor florerat i regionen. De flesta dharanor har en anonym författare, medan andra tillskrivs indiska mästare såsom Vasubandhu, Aryadeva, Santaraksita, Kamalasila, Kalyanavarman och Jnanagarbha. Dharanorna har ofta fokus på vajrayanska gudar, mahayanska bodhisattvor eller buddhor, såsom: Avalokiteshvara, Vajragarbha, Samantabhadra, Vajrapani, Vajrabhairava, Manjusri, Amitayus, Shakyamuni samt de 6 buddhor som sägs ha vandrat i detta buddhafält före Shakyamuni.

### Källhänvisningar
- Buswell Jr., Robert E.; Lopez Jr., Donald S. (2014). The Princeton Dictionary of Buddhism. Princeton University Press. ISBN 978-0-691-15786-3
- Halkias, Georgios (2013) (på engelska). Luminous Bliss: A Religious History of Pure Land Literature in Tibet : with an Annotated English Translation and Critical Analysis of the Orgyan-gling Gold Manuscript of the Short Sukhavativyuha-sutra. University of Hawaiʻi Press. ISBN 9780824835903

|  | Buddhism-portalen |